# Young Money Entertainment
Young Money Entertainment là một hãng đĩa của Mỹ, được Lil Wayne thành lập vào năm 2005.

## Nghệ sĩ nổi bật

### Hiện tại
- Baby E
- Chanel West Coast[1]
- Christina Milian[2]
- Cory Gunz
- Drake
- Euro[3]
- Flow
- Gudda Gudda[4]
- Hoodybaby
- Lil Twist
- Lil Wayne
- Mack Maine
- Nicki Minaj
- Reginae Carter
- Shanell
- T-Streets

### Cựu thành viên
- Austin Mahone[5]
- Boo
- Curren$y
- DJ Khaled
- Glasses Malone
- Jae Millz
- Kidd Kidd
- Lil Chuckee
- Omarion
- PJ Morton
- Short Dawg
- Tyga
- Torion